# Felm
Felm település Németországban, Schleswig-Holstein tartományban. Lakosainak száma 1178 fő (2023. december 31.).

## Népesség
A település népességének változása:
| Lakosok száma | 1399 | 1196 | 1197 | 1169 | 1169 | 1178 |
|               | 1975 | 2017 | 2019 | 2021 | 2022 | 2023 |